# Suntory

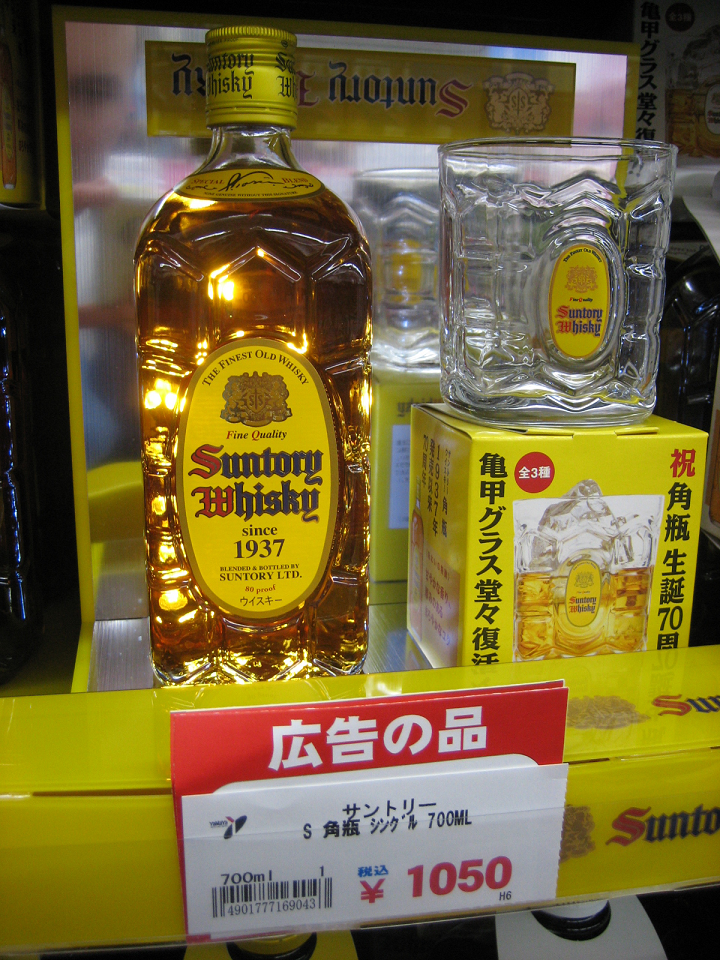
Ett paket med en flaska Suntory whisky med ett highball-glas

Suntory (japanska サントリー株式会社, Santorī Kabushiki-gaisha) är ett japanskt destilleri och bryggeri som grundades 1899. Företaget har sitt huvudkontor i Dojimahama, Kita-ku, Osaka, Osaka prefektur och har numera utvidgat sin verksamhet till att producera ett dryckessortiment som omfattar bland annat läskedrycker och vin. Mest känt är nog företaget för sin single malt whisky som innehar 75% av den japanska whiskymarknaden.
Suntory har gjort flera uppmärksammade marknadsföringskampanjer. På sjuttiotalet använde man den amerikanska popgruppen The Carpenters för att saluföra sina nya läskedrycker. På senare tid fick Suntory ett enormt uppsving i försäljningen internationellt tack vare produktplaceringen i Sofia Coppolas film Lost in Translation från 2003.